# Benteng (Birem Bayeun)
Benteng is een bestuurslaag in het regentschap Aceh Timur van de provincie Atjeh, Indonesië. Benteng telt 581 inwoners (volkstelling 2010).